# 250 f.Kr.

## Händelser

### Efter plats

#### Egypten
- Ptolemaios II uppmuntrar de judiska invånarna i Alexandria att få sin bibel översatt till grekiska. Eftersom omkring 70 översättare utnyttjas för att uppnå detta blir översättningen känd som Septuaginta.
- Efter kung Magas av Kyrene död bestämmer Magas änka, drottning Apama II, och Antigonos II att Antigonos halvbror Demetrios den sköne skall gifta sig med Magas och Apamas dotter Berenike av Kyrene. När Demetrios anländer till Kyrene blir han dock Apamas älskare. Som svar på detta leder Berenike ett uppror där Demetrios blir dödad i Apamas sovrum.

#### Romerska republiken
- I det pågående puniska kriget riktar romarna nu sin uppmärksamhet mot sydvästra Sicilien. De skickar en sjöexpedition mot den karthagiska staden Lilybaeum. På vägen intar och bränner de de karthagiska städerna Selinous och Heraclea Minoa, varpå de börjar belägra Lilybaeum.
- Enligt traditionen (Horatius, Oden, iii. 5) släpper karthagerna, efter att ha blivit besegrade i slaget vid Panormus, Marcus Atilius Regulus ur fångenskapen och skickar honom på villkorlig frigivning till Rom för att förhandla fram en fred eller utväxling av fångar. Vid sin ankomst uppmanar han dock å det starkaste den romerska senaten att vägra godta något av förslagen och fortsätta stridigheterna. Därefter hörsammar han sin villkorliga frigivning genom att återvända till Karthago, där han avrättas genom att läggas i en spiktunna, som sedan rullas nerför en kulle.

#### Persien
- Den seleukidiske satrapen Andragoras i provinsen Partahien (Partien), försöker göra sig självständig från det seleukidiska riket under Antiochos II.

#### Indien
- Enligt Theravādas kommentarer och krönikor genomförs det tredje buddhistiska konciliet av den mauryiske kungen Ashoka i Pataliputra (nuvarande Patna), under munken Moggaliputta Tissas ledning. Dess mål är att rena den buddhistiska rörelsen, särskilt från de opportunistiska fraktioner, som mer och mer börjar förlita sig på kungligt stöd.
- Den mauryiska skulpturen Didarganj Yakshi hållande en flugsmälla, från Patna i Bihar, tillkommer (omkring detta år). Den finns numera på Patnas museum i Patna.
- Det mauryiska Lejonkapitälet i Ashoka reses som en del av en pelare i Sarnath i Uttar Pradesh (omkring detta år). Den finns numera bevarad på Sarnaths museum i Sarnath.

## Avlidna
- Marcus Atilius Regulus, romersk general och konsul (avrättad)
- Timaios, grekisk historiker, som har studerat retorik under en av Isokrates elever (född omkring 345 f.Kr.)
- Erasistratos, grekisk anatomiker och kunglig livläkare under Seleukos I Nikator av Syriem. Han har grundat en anatomiskola i Alexandria (född 310 f.Kr.)